# Fenjal
Fenjal (Eigenschreibweise: fenjal) ist eine 1962 von dem Schweizer Unternehmen Doetsch-Grether AG eingeführte Marke für Körperpflegeprodukte. Sie gehört seit 2016 zur deutschen Fit GmbH.

## Geschichte
Gegründet wurde die Herstellerfirma Doetsch-Grether 1899 in Basel, zunächst als Apotheke. 1904 folgte die Gründung der Doetsch, Grether & Cie AG durch Richard Doetsch und Oscar Grether, die als Grossist für Apotheken und Drogerien tätig war. Die Marke Fenjal wurde 1962 registriert und in der Schweiz auf den Markt gebracht. Bis 2016 wurde sie in Muttenz (BL) produziert. 
Das erste Produkt der Marke war das bis heute erhältliche Creme-Ölbad, das Baden und Cremen in einem Produkt vereinen sollte. Von einer Geschäftsreise in die Vereinigten Staaten hatte Geschäftsführer Hans Grether seiner Frau ein pflegendes Ölbad mitgebracht, bei dem sich aber das Öl auf der Oberfläche des Badewassers absetzte; zudem war es ohne Duft. Grether beauftragte sein Labor, einen Badezusatz zu entwickeln, bei dem sich das Öl vollständig mit dem Wasser verbindet und einen luxuriösen Duft verströmt. 1962 kam das so entwickelte Fenjal Creme Ölbad in einer türkisfarbenen Verpackung auf den Markt. Der Duft ist bis heute unverändert.
In den darauffolgenden Jahren wurde die internationale Ausrichtung von Unternehmen und Marke vorangetrieben. In den 1970er und 1980er Jahren verwendete man auch Markennamen wie Fenjala, Miss Fenjala und Miss Fenjal. Heute werden die Produkte der Marke in 36 Ländern vertrieben. Zum 1. Juni 2016 übernahm die Fit GmbH aus Hirschfelde die Marke von der Doetsch-Grether AG. Seit 2016 erfolgt auch die Produktion am Standort Hirschfelde.

## Produktlinien
Nach der Etablierung der Marke wurde Fenjal erweitert und deckt heute weite Bereiche der Körperpflege ab. Neben Hautpflegeprodukten wie Cremes und Body Lotions gehören dazu auch Deodorants, Badezusätze und Seifen. In den 1990er Jahren wurde das Design einheitlich geändert und die gesamte Produktlinie nach Hauttypen differenziert.